# Neoarctia brucei
Neoarctia brucei är en fjärilsart som beskrevs av Edwards 1880. Neoarctia brucei ingår i släktet Neoarctia och familjen björnspinnare. Inga underarter finns listade i Catalogue of Life.